# Bataille de Saint-Lothain (1673)
Guerre de Hollande
Batailles
- Groenlo (06-1672)
- Solebay (06-1672)
- Coevorden (06-1672)
- Nimègue(07-1672)
- Groningue (07-1672)
- Saint-Lothain (02-1673)
- Schooneveld (1re) (06-1673)
- Maastricht (06-1673)
- Schooneveld (2de) (06-1673)
- Texel (08-1673)
- Bonn (11-1673)
- Arcey (01-1674)
- Pesmes (02-1674)
- Gray (02-1674)
- Scey-sur-Saône (03-1674)
- Chariez (03-1674)
- Vesoul (03-1674)
- Arbois (03-1674)
- Orgelet (03-1674)
- Besançon (04-1674)
- Dole (05-1674)
- Sinsheim (06-1674)
- Salins (06-1674)
- Belle-Île (06-1674)
- Lure (07-1674)
- Faucogney (07-1674)
- Sainte-Anne (07-1674)
- Fort-Royal (07-1674)
- Seneffe (08-1674)
- Entzheim (10-1674)
- Mulhouse (12-1674)
- Turckheim (01-1675)
- Stromboli (02-1675)
- Fehrbellin (06-1675)
- Salzbach
- Consarbrück
- Alicudi
- Agosta
- Palerme
- Maastricht
- Philippsburg
- Valenciennes
- Cambrai
- Saint-Omer
- Tobago
- La Peene (Cassel)
- Ypres
- Rheinfelden (07-1678)
- Saint-Denis

La bataille de Saint-Lothain est la première bataille de la guerre de Hollande sur le sol comtois. Elle oppose les rebelles comtois pro-français de Claude de Bauffremont aux troupes comtoises loyalistes et espagnoles du célèbre Lacuzon.

## Contexte
L'événement se déroule en pleine guerre de Hollande (1672-1678) mais celle-ci n'est pas encore arrivée dans le comté de Bourgogne : elle se rapproche. Le gouverneur don Geronimo de Quinones reçoit l'ordre de Madrid d’interdire tout poste à haute responsabilité aux Comtois. En effet lors de la guerre de Dévolution, le comté de Bourgogne, fatigué et usé par la guerre précédente, n'avait pas opposé une grande résistance aux Français. L'Espagne doute de la fidélité des Comtois, doute qui sera démenti plus tard par une attitude de résistance parfois même désespérée comme à Faucogney. 
En réaction à cette interdiction, le marquis de Listenois, qui est partisan d'une annexion française, fomente un coup d'état pour prendre le pouvoir. Le complot est organisé dans une auberge de Besançon, mais celui-ci est ébruité et les conjurés doivent s'enfuir. Le marquis de Listenois doit fuir avec les officiers et aristocrates qui l'accompagnent dans l'actuel Jura, pour espérer ensuite gagner la France via la Bresse. Mais à Lons-le-Saunier il parvient à rallier la population et à se constituer un groupe de combattants d'environ 400 hommes, dont une bonne partie sont des paysans en armes. La Comté s'ébranle à la nouvelle du coup d'état manqué ; certains secteurs comme Dole, Conliège ou Courlaoux s'insurgent contre leur garnison espagnole, d'autres au contraire, comme Besançon, s'indignent de la tentative de complot. Le 13 février le gouverneur du comté publie un appel au peuple l'invitant à lutter contre le marquis de Listenois et une partie de la noblesse qui s'est révoltée. Cette déclaration fédère alors la population qui décide de soutenir son gouverneur et la cause espagnole.  
Le capitaine Lacuzon, partisan d'une Comté espagnole, est alors en poste au château de Sainte-Anne. Il recrute à tout-va pour grossir les rangs de son bataillon. Il est résolu à combattre et à stopper l'armée rebelle. Il est rejoint par un régiment de cavalerie espagnole commandée par un officier des Pays-Bas, le colonel Jean-François de Massiet. Lacuzon et de Massiet se mettent alors en marche pour Poligny et cherchent en tout hâte à rattraper les rebelles. Le 16 février, un nouvel édit du gouverneur somme les conjurés de se séparer sous peine d'être attaqués. Affolé par l’édit prononcé contre lui, le marquis de Listenois fait retraite vers la France. Mais, apprenant très vite qu'il était poursuivi, il décide de faire volte-face pour affronter ses poursuivants en les prenant de vitesse.

## La bataille
En route pour Poligny à la rencontre des Comtois et Espagnols qui le poursuivent, le marquis de Listenois et ses hommes font halte à Saint-Lothain pour se reposer et opérer une jonction avec un groupe de quelques dizaines de volontaires de Bresse. Ce dernier, avec ses officiers et son second Jean-François de Lavier (ou de Lavey), loge dans la cure de Saint-Lothain. Ne craignant pas d'attaque immédiate, une partie de sa cavalerie est même stationnée dans le village voisin de Plasne.    
Les Espagnols de Massiet arrivent sur les lieux et commencent à encercler discrètement le village. Les Comtois de Lacuzon arrivent à leur tour puis achèvent d'opérer l'encerclement. Il est convenu que Massiet attaque par le haut (l'église, la cure et le cimetière) et Lacuzon par le bas (le village) ; puis c'est l’assaut. La plupart des rebelles dormaient et ceux-ci sont surpris dans leur sommeil. Lacuzon, sabre à la main, charge la compagnie de dragon du capitaine de Lavier, qui se reposait sous des arbres, et en tue une vingtaine. Listenois et ses officiers parviennent à s'enfuir rapidement, mais les autres sont massacrés. Une partie des rebelles se barricade dans le cimetière pour tenter de résister. Mais la cavalerie espagnole les charge et enlève la position. La bataille tourne rapidement au massacre. Des habitants du village, des vignerons, sont massacrés en même temps que les rebelles. Mais à l'issue du combat c'est la victoire pour les Comtois et les Espagnols. On compte environ 200 morts parmi les rebelles et une centaine de prisonniers, dont une partie sera graciée, une autre envoyée en détention à Besançon et une dernière exécutée.

## Les conséquences
Le marquis de Listenois et ses quelques fidèles qui ont pu s'enfuir avec lui parviennent à regagner la France. Ils se verront accorder un commandement au sein de l'armée française qui attaquera l'année suivante. Listenois participera notamment au siège de Vesoul avec les français.   
Côté comtois, l’événement va définitivement faire pencher les Comtois pour le parti espagnol et la population résistera héroïquement à l'attaque française dans de nombreuses villes comme à Salins, Besançon ou Arbois. 
La victoire aura un retentissement important et sera célébrée jusque dans les Pays-Bas espagnols. Lacuzon entre définitivement dans la légende à la suite de cette bataille et deviendra le symbole de la résistance anti-française. Jean-François de Massiet se verra confier le commandement de la ville de Gray, qu'il défendra lors de son siège en 1674.